# Euphonia fulvicrissa
L'eufonia dal sottocoda fulvo od organista dal sottocoda fulvo (Euphonia fulvicrissa Sclater, 1857) è un uccello passeriforme della famiglia dei Fringillidi.

## Etimologia
Il nome scientifico della specie, fulvicrissa, deriva dall'unione delle parole latine fulvus ("fulvo") e crissum ("basso ventre"), col significato di "dalle pudenda fulve", in riferimento alla livrea di questi uccelli: il loro nome comune altro non è che una traduzione di quello scientifico.

## Descrizione

### Dimensioni
Misura 9 cm di lunghezza, per 10,1-13 g di peso.

### Aspetto
Si tratta di un uccelletto dall'aspetto robusto, munito di testa arrotondata, forte becco conico dalle punte lievemente ricurve, ali appuntite e coda squadrata.
Il dimorfismo sessuale è ben evidente: i maschi presentano testa, dorso, ali, coda e gola di colore nero-bluastro, mentre fronte, petto e ventre sono di colore giallo ed il sottocoda (come intuibile sia dal nome comune che dal nome scientifico) è di color arancio-ruggine.

Nelle femmine, invece, il colore nero è quasi completamente assente (fanno eccezione le remiganti e la coda) ed anche il lipocromo giallo è molto ridotto e limitato a sfumature più o meno decise nell'area ventrale, che è di colore beige, mentre l'area dorsale tende al verde oliva. In ambedue i sessi gli occhi sono di colore bruno scuro, mentre becco e zampe sono nerastri.

## Biologia
Si tratta di uccelli diurni, che vivono in coppie o in gruppetti familiari e passano la maggior parte della giornata alla ricerca di cibo, tenendosi in contatto fra loro mediante richiami pigolanti e ripetuti, mentre sul far della sera essi fanno ritorno verso posatoi riparati fra le fronde degli alberi per passare la notte al riparo da eventuali predatori.

### Alimentazione
Questi uccelli mostrano dieta essenzialmente frugivora, composta in massima parte di bacche e piccoli frutti (sotto i 5 mm di diametro), nonché, sebbene sporadicamente, anche di insetti ed altri piccoli invertebrati o di amenti di cecropia.

### Riproduzione
La stagione riproduttiva va da gennaio a luglio: le eufonie dal sottocoda fulvo sono uccelli rigidamente monogami.
Il nido viene costruito da ambedue i partner: esso viene costruito nel folto della vegetazione arborea e si compone di una parte esterna di rametti, licheni e fibre vegetali intrecciati e di una camera di cova interna foderata di materiale morbido, all'interno della quale la femmina depone 2-5 uova.

La cova dura circa due settimane ed è appannaggio esclusivo della femmina, col maschio che rimane frattanto di guardia nei pressi del nido e si occupa di reperire il cibo per sé e per la compagna. I pulli, ciechi ed implumi alla schiusa, vengono accuditi ed imbeccati da ambedue i genitori: in tal modo, essi s'involano attorno alle tre settimane di vita, allontanandosi in maniera definitiva dai genitori solo attorno al mese d'età.

## Distribuzione e habitat

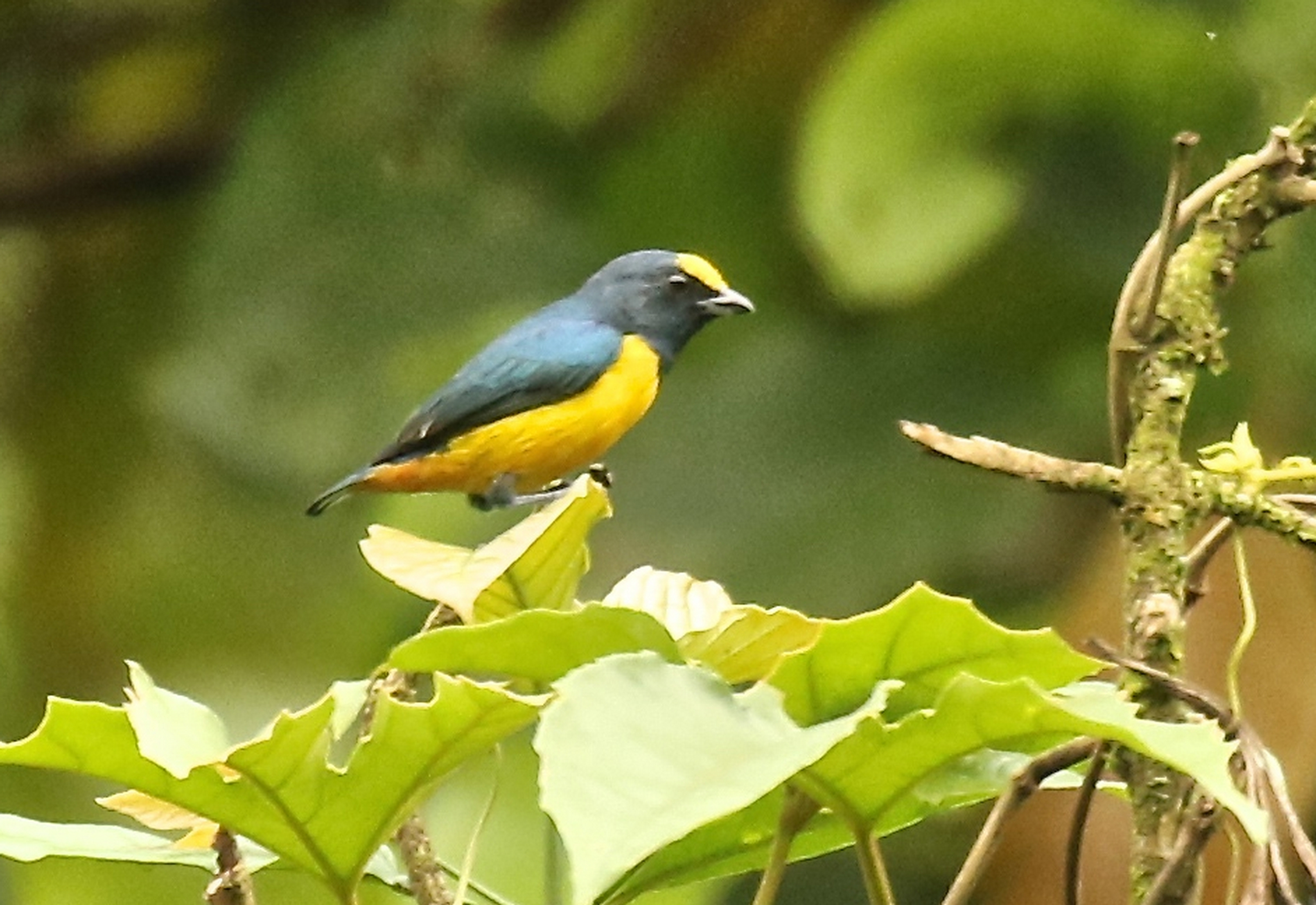
Maschio a Panama.

L'eufonia dal sottocoda fulvo è diffusa in un areale che va da Panama centrale (province di Colón e Coclé) attraverso la costa pacifica colombiana a sud fino all'Ecuador nord-occidentale (province di Esmeraldas, Manabí e Pichincha), mentre in Colombia centro-settentrionale l'areale si spinge ad est fin quasi ai confini col Venezuela (dipartimento di Norte de Santander), scendendo verso sud attraverso la valle del Rio Magdalena.
L'habitat di questi uccelli è rappresentato dalle aree boscose e di foresta umide e tropicali, favorendo le zone di foresta secondaria e quelle di foresta anche fitta con presenza di radure o aree aperte, oltre alle aree cespugliose con presenza di macchie alberate.

## Tassonomia
Se ne riconoscono tre sottospecie:
- Euphonia fulvicrissa fulvicrissa Sclater, 1857 - la sottospecie nominale, diffusa da Panama alla Colombia occidentale (nord del dipartimento di Chocó);
- Euphonia fulvicrissa omissa Hartert, 1913 - diffusa in Colombia settentrionale e centrale, a sud fino al dipartimento di Cauca;
- Euphonia fulvicrissa purpurascens Hartert, 1901 - diffusa nella porzione meridionale dell'areale occupato dalla specie, dall'estremità sud-occidentale della Colombia (dipartimento di Nariño) all'Ecuador.